# Ailleux
Ailleux är en kommun i departementet Loire i regionen Auvergne-Rhône-Alpes i centrala Frankrike. Kommunen ligger i kantonen Boën som tillhör arrondissementet Montbrison. År 2022 hade Ailleux 179 invånare.

## Befolkningsutveckling
Antalet invånare i kommunen Ailleux
| Referens: INSEE |